# Фрутіген-Нідерзімменталь
Фрутіген-Нідерзімменталь (нім. Verwaltungskreis Frutigen-Niedersimmental) — адміністративний округ у Швейцарії в кантоні Берн.
Адміністративний центр — Фрутіген.

## Громади
У таблиці наведено список громад округу станом на 2022 рік, населення та площа станом на 2019 рік.

| Українська назва        | Оригінальна назва        | Код BFS | Населення | Площа |
| ----------------------- | ------------------------ | ------- | --------- | ----- |
| Адельбоден              | Adelboden                | 0561    | 3352      | 87,6  |
| Вімміс                  | Wimmis                   | 0769    | 2559      | 22,4  |
| Дерштеттен              | Därstetten               | 0761    | 855       | 32,8  |
| Дімтіген                | Diemtigen                | 0762    | 2259      | 129,9 |
| Ерленбах-ім-Зімменталь  | Erlenbach im Simmental   | 0763    | 1733      | 36,7  |
| Еші-бай-Шпіц            | Aeschi bei Spiez         | 0562    | 2244      | 31,0  |
| Кандергрунд             | Kandergrund              | 0564    | 821       | 32,1  |
| Кандерштег              | Kandersteg               | 0565    | 1281      | 134,3 |
| Краттіген               | Krattigen                | 0566    | 1131      | 6,0   |
| Обервіль-ім-Зімменталь  | Oberwil im Simmental     | 0766    | 789       | 46,1  |
| Райхенбах-ім-Кандерталь | Reichenbach im Kandertal | 0567    | 3624      | 125,8 |
| Фрутіген                | Frutigen                 | 0563    | 6940      | 72,3  |
| Шпіц                    | Spiez                    | 0768    | 12870     | 16,7  |